# Lijst van voetbalinterlands Barbados - Saint Vincent en de Grenadines (vrouwen)
Deze lijst van voetbalinterlands is een overzicht van alle officiële voetbalinterlands tussen de nationale vrouwenteams van Barbados en Saint Vincent en de Grenadines. De landen hebben tot nu toe drie keer tegen elkaar gespeeld.

## Wedstrijden
| № | Plaats        | Datum             | Competitie                            | Wedstrijd                                 | Uitslag |
| - | ------------- | ----------------- | ------------------------------------- | ----------------------------------------- | ------- |
| 1 | Kingstown     | 24 november 2017  | Vriendschappelijk                     | Saint Vincent en de Grenadines − Barbados | 1 − 1   |
| 2 | Bridgetown    | 22 september 2023 | CONCACAF W Gold Cup 2024 kwalificatie | Barbados − Saint Vincent en de Grenadines | 5 − 0   |
| 3 | Port of Spain | 5 december 2023   | CONCACAF W Gold Cup 2024 kwalificatie | Saint Vincent en de Grenadines − Barbados | 4 − 2   |

## Samenvatting
| Competitie                       | Totaal gespeeld | Winst Barbados | Gelijk | Winst Saint Vincent en de Grenadines | Doelsaldo Barbados – Saint Vincent en de Grenadines |
| -------------------------------- | --------------- | -------------- | ------ | ------------------------------------ | --------------------------------------------------- |
| CONCACAF W Gold Cup kwalificatie | 2               | 1              | 0      | 1                                    | 7 − 4                                               |
| Vriendschappelijk                | 1               | 0              | 1      | 0                                    | 1 − 1                                               |
| Totaal                           | 3               | 1              | 1      | 1                                    | 8 − 5                                               |